# Каза Векија (Фиренца)
Каза Векија је насеље у Италији у округу Фиренца, региону Тоскана.
Према процени из 2011. у насељу је живело 62 становника. Насеље се налази на надморској висини од 60 м.